# Hubertusklauw

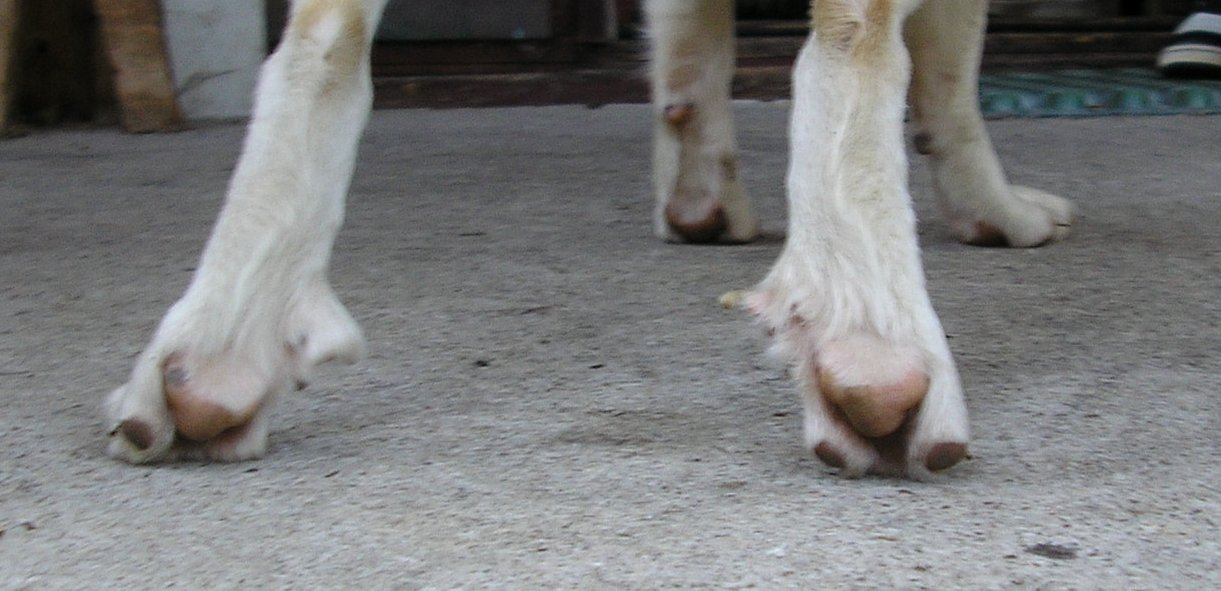
Hubertusklauwen

Een hubertusklauw of wolfsklauw is een rudimentaire vijfde teen aan de binnenzijde van de achterpoot van een hond. De term wolfsklauw is minder juist omdat deze teen bij wolven niet voorkomt. Ook veel honden worden zonder hubertusklauwen geboren; eigenlijk gaat het om een erfelijke afwijking.
De hubertusklauw zit net boven de voet en bestaat vaak alleen nog uit een nagel en één of enkele teenkootjes zonder normale verbinding met de poot. De nagel kan echter behoorlijk lang worden en in struiken of aan hekwerk blijven haken. Daarom worden deze klauwtjes tijdens de eerste drie dagen na geboorte soms geamputeerd. Het Besluit diergeneeskundigen, ingegaan op 1 juli 2014, staat dierenartsen in Nederland niet toe de hubertusklauw te verwijderen. In andere landen geldt een soortgelijk verbod. Als de hubertusklauw aanwezig is, zal de nagel geregeld geknipt moeten worden.
Sommige rasstandaarden staan geen hubertusklauw toe; andere standaarden bevelen aan de teen te verwijderen. Hubertusklauwen zijn standaard bij de Pyrenese berghond, de IJslandse hond, de Noorse lundehond en de Anatolische herder. Bij enkele, meest Franse, rassen wil men niet slechts een enkele, maar zelfs dubbele hubertusklauwen zien. Een voorbeeld hiervan is de briard. Ook de Catalaanse herder heeft een dubbele hubertusklauw.
Met het Engelse dewclaw wordt niet alleen de vijfde teen aan de achterpoot, maar ook de normale vijfde teen aan de voorpoot bedoeld.